# Bruce McCandless
Pour les articles homonymes, voir McCandless.

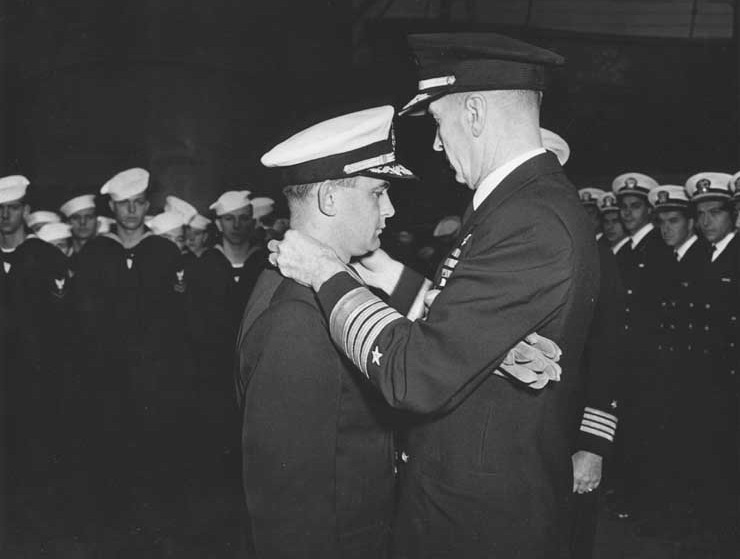
L'amiral Ernest J. King, USN, décore de la Médaille d'Honneur le Commander (capitaine de frégate) B. McCandless, USN, le 12 décembre 1942.

Bruce McCandless (12 août 1911 - 24 janvier 1968) est un officier de marine américain distingué par la Medal of Honor pour son héroïsme à bord du USS San Francisco durant la Bataille navale de Guadalcanal le 13 novembre 1942.